# Botryllus closionis
Botryllus closionis är en sjöpungsart som beskrevs av Monniot 200. Botryllus closionis ingår i släktet Botryllus och familjen Styelidae. Inga underarter finns listade.